# Terlucht
Terlucht is een buurtschap tussen het dorp 's-Heer Arendskerke en de buurtschappen Wissekerke en Eindewege in de gemeente Goes in de Nederlandse provincie Zeeland. De buurtschap wordt gevormd door wegen rondom de Terluchtse Weel waaraan een zevental huizen en een boerderij staan. 
Aan de zuidkant is de provinciale weg 664 Nieuwe Rijksweg, met de bushalte Terlucht.

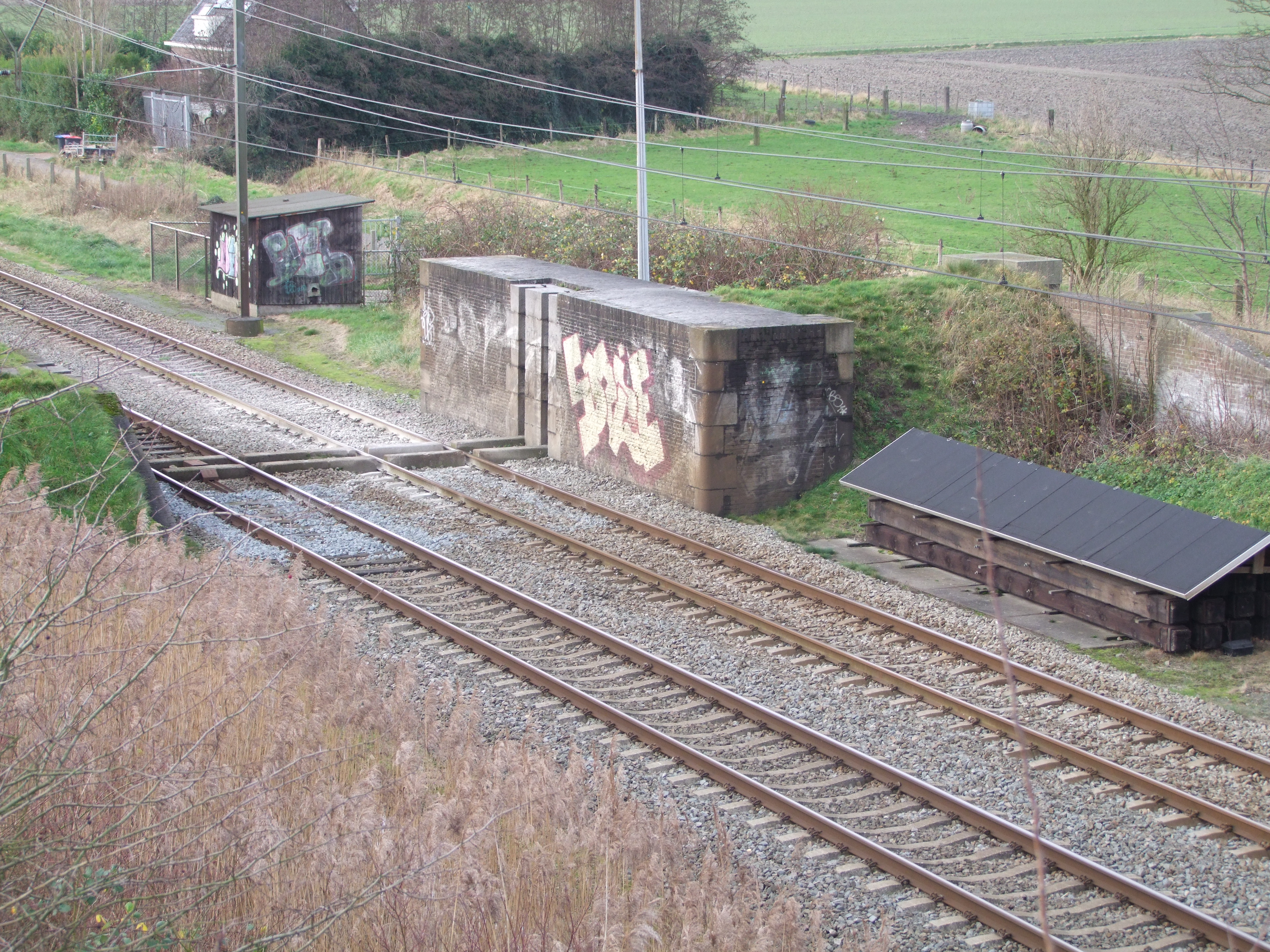
Coupure Eindewege

Op de Spoorlijn Roosendaal - Vlissingen is bij de buurtschap een coupure in de dijk tussen de Ankerverepolder en de Polder De Breede Watering Bewesten Yerseke ten behoeve van het trein- en wegverkeer. 